# محمدتقی ایمان‌پور
محمدتقی ایمان‌پور (زادهٔ ۱۳۳۷ در سنخواست) نویسنده و استاد دانشگاه اهل ایران است که هم‌اکنون استاد و مدیر گروه تاریخ دانشگاه فردوسی مشهد است.
ایمان‌پور فارغ‌التحصیل دانشگاه منچستر است و پژوهش‌های وی عمدتاً تاریخ هخامنشیان را در بر می‌گیرد و یکی از نویسندگان تاریخ جامع ایران بوده‌است.

## آثار

### کتاب ها (تألیف، ترجمه، ویراستاری)
| ردیف | عنوان                                                                                 | ناشر                              | نوع اثر        |
| ۱    | مطالعه تاریخ                                                                          | انتشارات دانشگاه فردوسی مشهد      | ترجمه          |
| ۲    | قدرت، سیاست و مذهب در ایران عهد تیموری                                                |                                   | ویراستاری علمی |
| ۳    | The Land Of Parsa: The First Persian Homeland ( The Persian Empire birthplace history | LAP Lambert                       | تالیف          |
| ۴    | مقدمه ای بر تاریخ نگاری                                                               | پژوهشکده تاریخ اسلام              | ترجمه          |
| ۵    | عصر ساسانی (ایده ایران)، جلد سوم                                                      |                                   | ترجمه          |
| ۶    | تاریخ سیاسی هخامنشیان ( از مجموعه تاریخ جامع ایران)                                   | دایره المعارف بزگ اسلامی          | تالیف          |
| ۷    | جستاری در تاریخ ایلام نو                                                              | پژوهشگاه علوم انسانی              | ترجمه          |
| ۸    | تاریخ(1) ایران و جهان باستان                                                          | شرکت جاپ و نشر کتابهای درسی ایران | تالیف          |
| ۹    | نگارش پایان نامه                                                                      | پژوهشکده مطالعات فرهنگی و اجتماعی | ترجمه          |